# Cacomantis flabelliformis
Cuco-cauda-de-leque ou cuco-de-olho-amarelo (Cacomantis flabelliformis) é uma espécie de ave da família Cuculidae.
Pode ser encontrada nos seguintes países: Austrália, Fiji, Indonésia, Nova Caledónia, Nova Zelândia, Papua-Nova Guiné, Ilhas Salomão e Vanuatu.
Os seus habitats naturais são: florestas temperadas, florestas de mangal tropicais ou subtropicais e regiões subtropicais ou tropicais húmidas de alta altitude.